# 東福寺
東福寺（とうふくじ）是位在日本京都府京都市東山區本町的寺院，臨濟宗東福寺派大本山。山號「慧日山」（えにちさん）。本尊釋迦如來、開基（創立者）為九條道家、開山（初代住持）為聖一國師圓爾，在京都五山中位居第四位。境内的通天橋附近是紅葉名所。

## 東福寺本坊庭園
由重森三玲於1939年設計完成之庭園，於2014年被指定名勝。廣大的方丈建築在東西南北各設置了庭園，因為佛教「八相成道」之法義，而稱為「八相之庭」。以鎌倉時代庭園質樸剛健的風格為基調，融合現代藝術的抽象構成，是現代禪宗庭園的傑作。

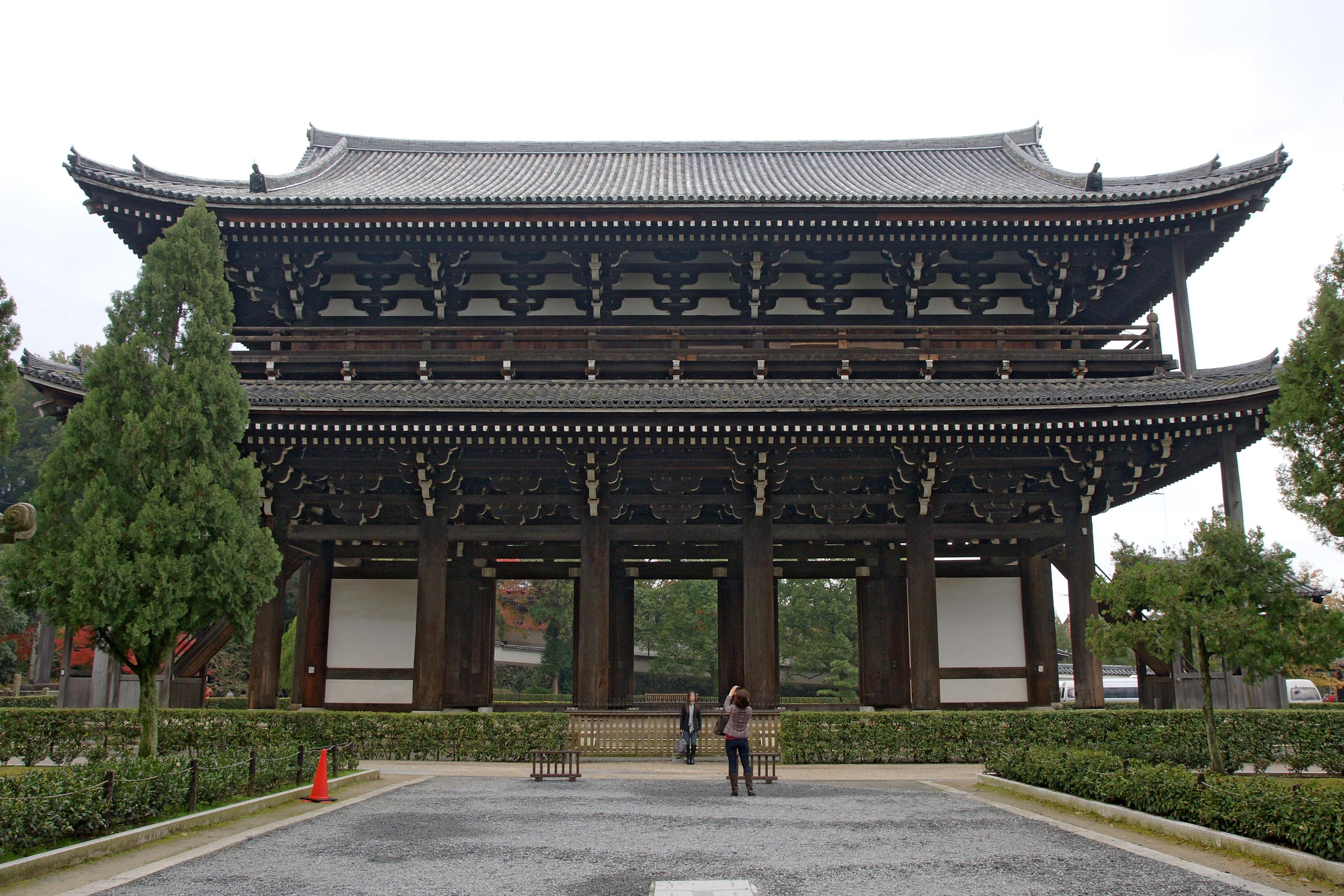
三門（国寶）
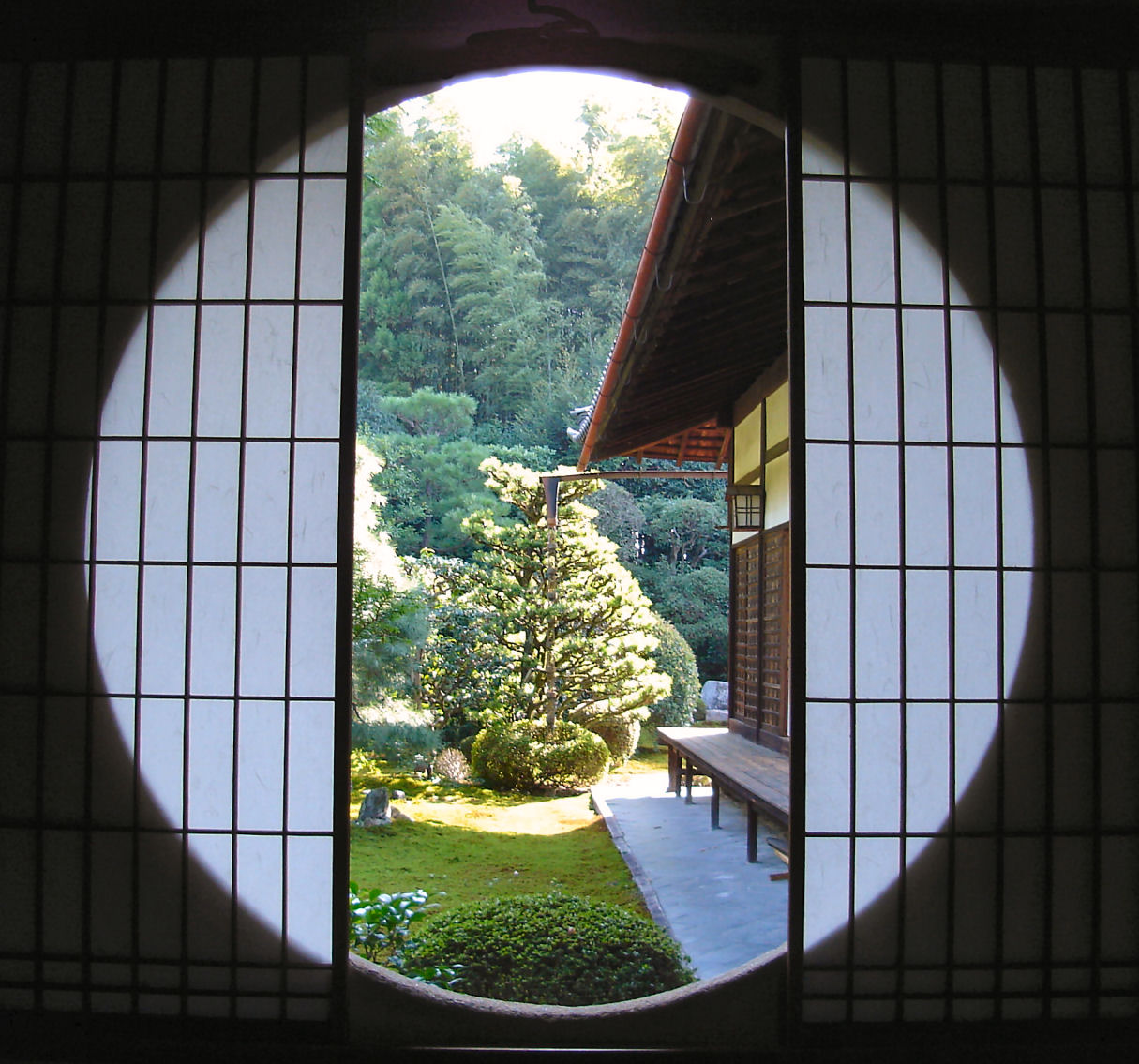
芬陀院之圖南亭
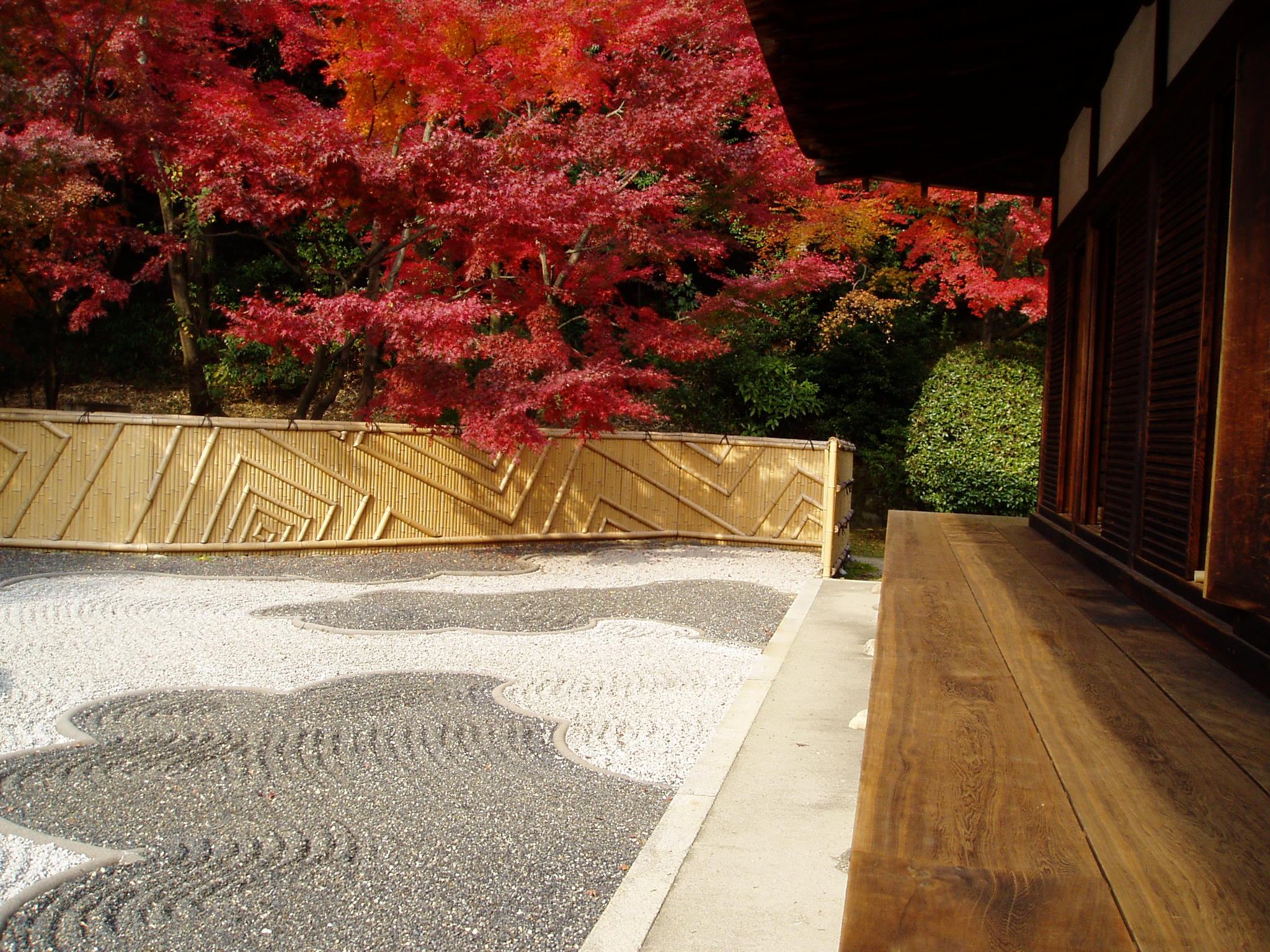
龍吟庵方丈之西庭
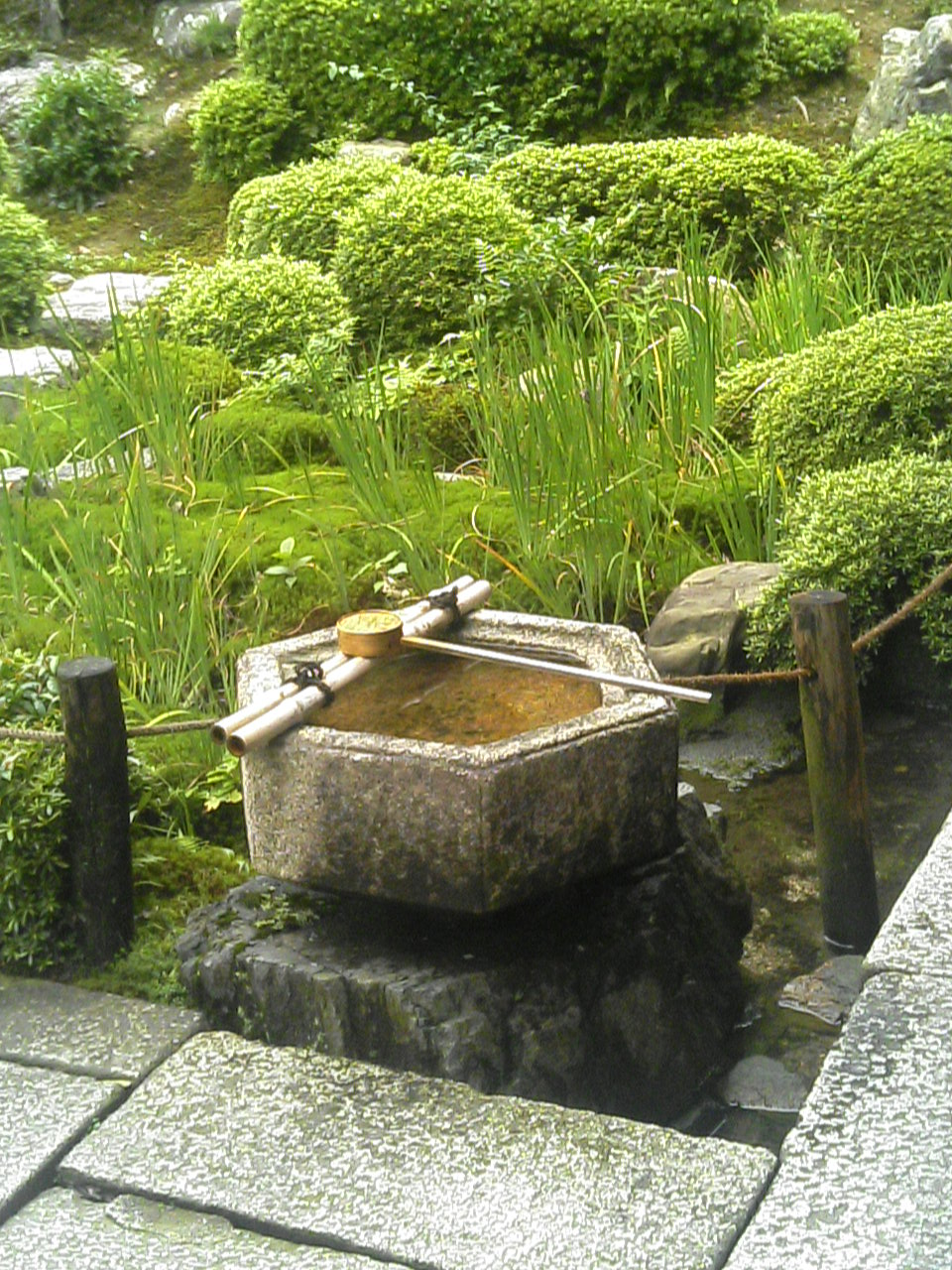
常樂庵庭園
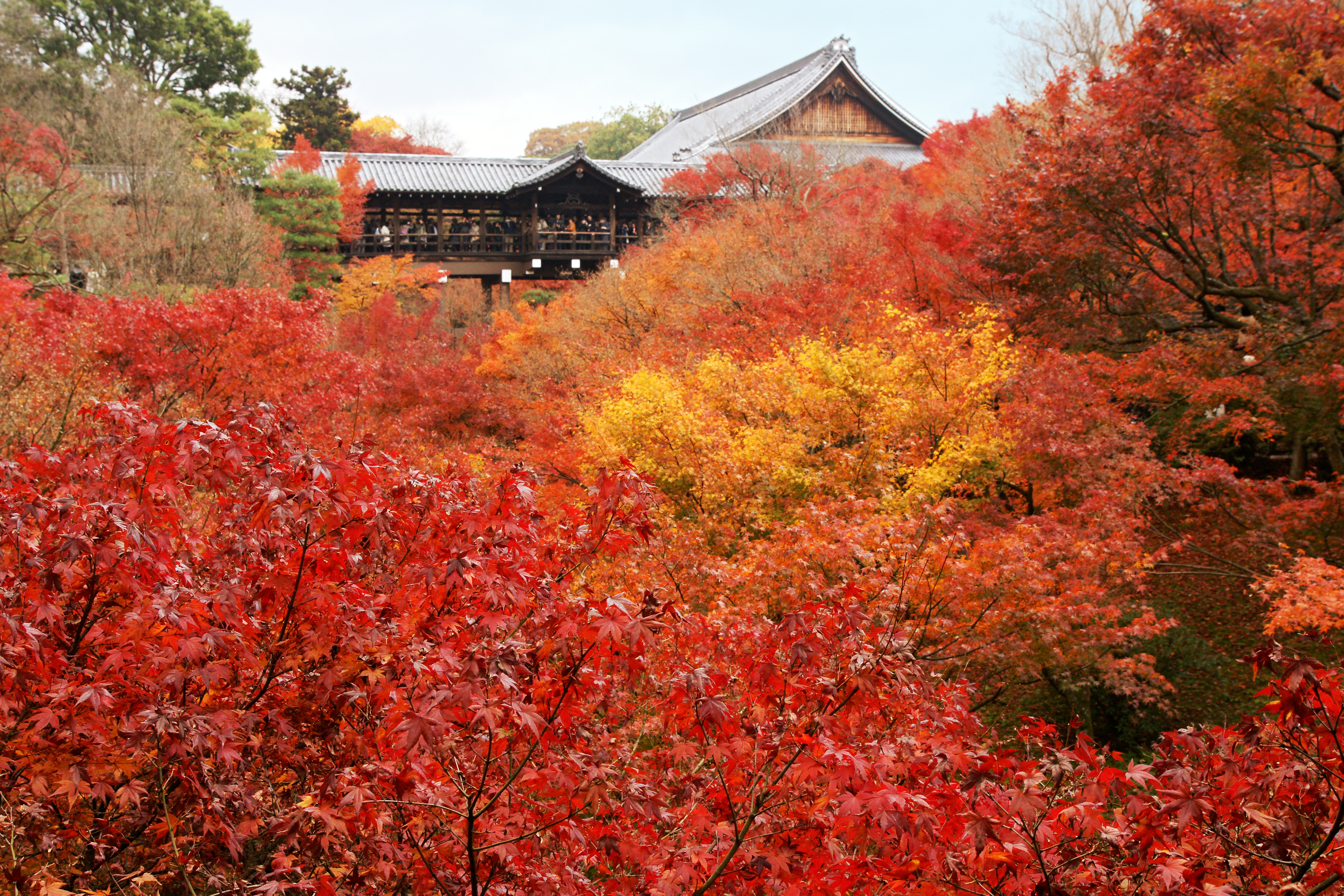
紅葉和通天橋
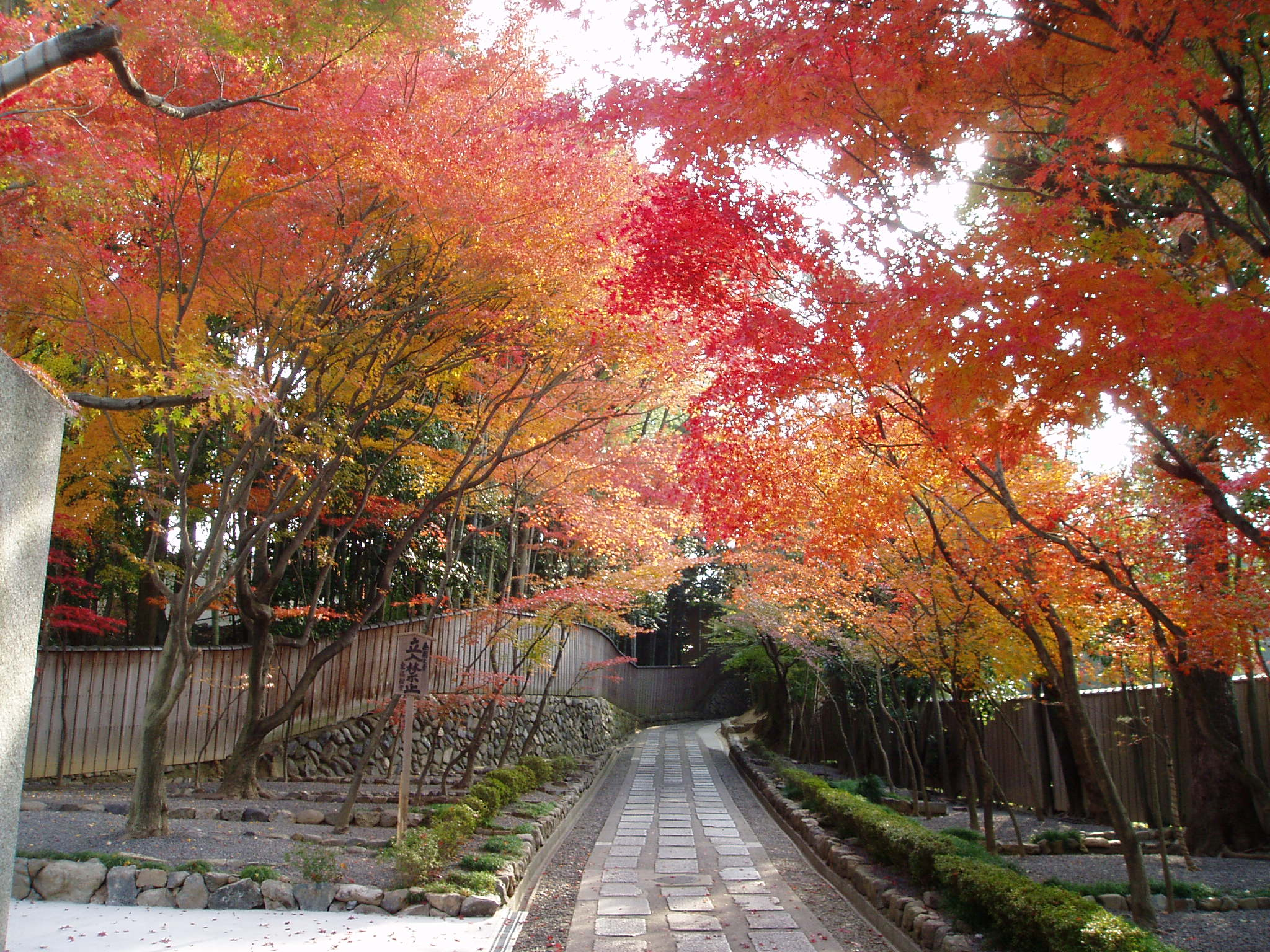
錦秋

## 相關項目
- 尼子勝久
- 名偵探柯南 迷宮的十字路

## 外部連結
- 臨濟宗大本山 東福寺 （页面存档备份，存于）

1. 1 2  . 臨済宗東福寺派大本山  東福寺.   [2024-11-28]. （原始内容存档于2025-05-20） （日语）.